# BESTIA

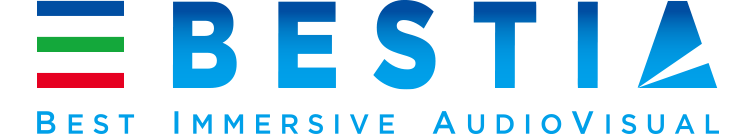
BESTIAのロゴ

BESTIA（ベスティア）とは、シネマサンシャインが提唱するプレミアムラージフォーマット (PLF) の事である。
映画館の中では、IMAX、4DX、MX4D、ドルビーシネマ、TCXなどと同じく、上映形態に付加価値を付けたプレミアムシアターという扱いである。

## 概要
主に下記の設備を備える。

### 映像
4Kレーザープロジェクションシステムは従来のキセノンランプのプロジェクターと比べより明るく、また、高いコントラスト比によって、広い色域での表現を可能にする。

### 音響
ドルビーアトモス、DTS-X、サラウンド、BESTIA enhancedを有する。

### 鑑賞料金
2024年6月現在、BESTIAが導入されているスクリーンで鑑賞する場合には追加料金300円が必要となる。

## 導入劇場
2017年4月22日に開館した姶良を皮切りに、新規出店する劇場を中心に導入されている。
| 劇場名         | 所在地                            | 導入日        | Scr | 座席数 | 座席数 | Size(m) | Size(m) | 備考                        |
| 劇場名         | 所在地                            | 導入日        | Scr | 通常   | 車椅子 | 縦      | 横      | 備考                        |
| -------------- | --------------------------------- | ------------- | --- | ------ | ------ | ------- | ------- | --------------------------- |
| 姶良           | 鹿児島県姶良市 イオンタウン姶良   | 2017年4月22日 | 5   | 301    | 2      | 7.1     | 16.5    | DTS-X対応                   |
| 池袋           | 東京都豊島区 グランドスケープ池袋 | 2019年7月19日 | 5   | 346    | 2      | 6.5     | 16.5    | ドルビーアトモス、DTS-X対応 |
| 池袋           | 東京都豊島区 グランドスケープ池袋 | 2019年7月19日 | 6   | 235    | 2      | 6.3     | 12.7    | ドルビーアトモス、DTS-X対応 |
| ららぽーと沼津 | 静岡県沼津市 ららぽーと沼津       | 2019年10月4日 | 6   | 346    | 2      | 7.7     | 18.4    | DTS-X対応                   |
| 飯塚           | 福岡県飯塚市 ゆめタウン飯塚       | 2023年7月29日 | 2   | 205    | 2      | 4.6     | 11.0    | ドルビーアトモス対応        |
| 三郷           | 埼玉県三郷市 ピアラシティ         | 2025年7月11日 | 12  | 281    | 2      | 4.*     | 11.2    | ドルビーアトモス対応        |